# 西洛姆鎮區 (阿肯色州蘭道夫縣)
西洛姆鎮區（英語：Siloam Township）是位於美國阿肯色州蘭道夫縣的一個行政鎮區。

## 地方資料
西洛姆鎮區的面積為65.09平方千米，當中陸地面積為65.08平方千米，而水域面積為0.01平方千米。根據2010年美國人口普查的數據，當地共有人口294人，而人口密度為每平方千米4.52人。